# Pematang Botam
Pematang Botam is een bestuurslaag in het regentschap Rokan Hilir van de provincie Riau, Indonesië. Pematang Botam telt 1601 inwoners (volkstelling 2010).